# Altiniklin
Altiniklin (SIB-1508Y) je lek koji deluje kao agonist na neuronskim nikotinskim acetilholinskim receptorima. On je visoko selektivan za α4β2 receptor. Ovaj ligand stimuliše oslobađanje dopamina i acetilholina u mozgu kod glodara i primata. On je izučavan do Faze II kliničkih ispitivanja za Parkinsonovu bolest.

## Hemija
Jedan od sintetičkih puteva je: